# Suore di San Giuseppe in Canada
Le Suore di San Giuseppe in Canada (in inglese Congregation of the Sisters of St. Joseph in Canada; sigla C.S.J.) sono un istituto religioso femminile di diritto pontificio.

## Storia
La congregazione è sorta dall'unione, sancita il 22 novembre 2012, di quattro istituti canadesi di suore di San Giuseppe derivate dalla fondazione fatta a Le Puy-en-Velay dal gesuita Jean-Pierre Médaille: le congregazioni di Hamilton, London, Peterborough e Pembroke.
- la congregazione di Hamilton derivava dalla casa fondata dalle suore di Toronto nel 1852 e resa autonoma nel 1856.[3]
- la congregazione di London derivava dalla casa fondata dalle suore di Toronto l'11 dicembre 1868 su richiesta vescovo John Walsh. Indipendente dal 18 dicembre 1870, ricevette il pontificio decreto di lode l'11 luglio 1953.[4]
- la congregazione di Peterborough sorse nel 1890 a opera del vescovo Richard O'Connor, che separò le tre case dell'istituto di Toronto presenti nella sua diocesi (Port Arthur, Cobourg, Fort William) e le costituì in istituto autonomo. Ottenne il pontificio decreto di lode il 5 marzo 1957.[5]
- la congregazione di Pembroke sorse il 25 agosto 1921 a opera del vescovo Patrick Ryan, che riunì le tre case di suore di Peterborough presenti nella sua diocesi (Douglas, Killaloe, Mount St. Patrick) in un istituto autonomo alle sue dipendenze. Ottenne il pontificio decreto di lode il 1962.[5]

## Attività e diffusione
Le suore si dedicano ad attività educative, ospedaliere e caritative.
Oltre che in Canada, sono presenti in Perù; la sede generalizia è a Peterborough.
Alla fine del 2015 l'istituto contava 258 religiose in 26 case.